# Nicolsches Prisma

Strahlverlauf im nicolschen Prisma. Die optische Achse (OA) der Kalkspatprismen liegt in der Zeichnungsebene. Die dem außerordentlichen Strahl überlagerten vertikalen Pfeile deuten die Polarisationsrichtung parallel zur OA an, die Punkte auf dem ordentlichen Strahl die Polarisation senkrecht dazu.

Ein nicolsches Prisma (nach William Nicol, 1828, auch Nicol-Prisma) ist ein Polarisationsprisma, das aus zwei doppelbrechenden Kalkspat-Prismen zusammengeklebt ist.

## Aufbau und Fertigung

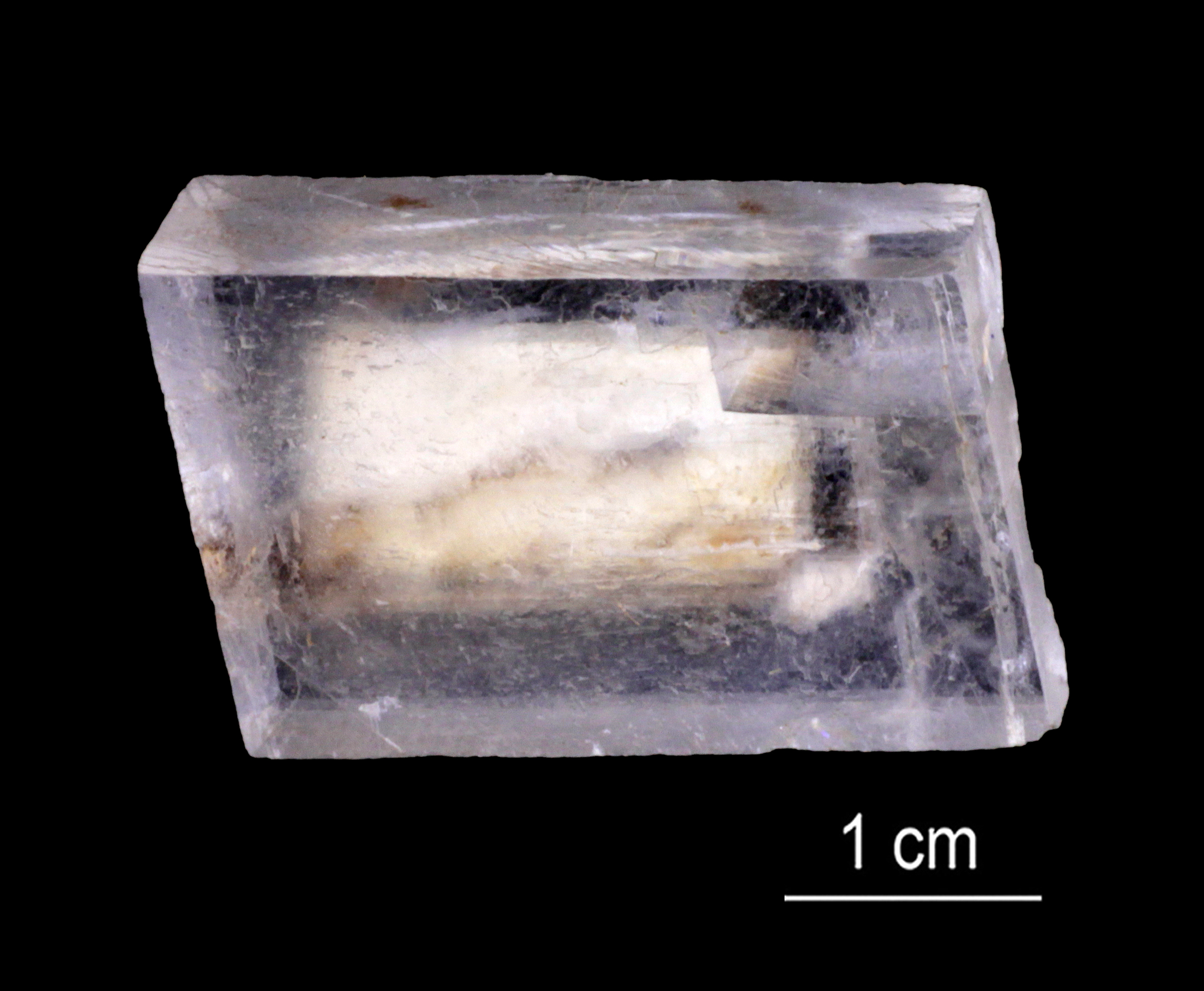
Kalkspat-Rhomboeder

Ein natürlicher Doppelspat-Kristall aus Kalkspat (Calcit) ist die Grundlage für das nicolsche Prisma. Ausgegangen wird von einem natürlich vorkommenden massiven Kristall, aus dem leicht die typische Rhomboeder-Form, bestehend aus sechs Rhomben, gewonnen werden kann. Die Winkel der Rhomboederkanten betragen 105,08° und 74,917°. Die für Funktion des nicolschen Prismas wichtige optische Achse des Kristalls verläuft durch die Ecken, an denen die Kanten drei stumpfe Winkel bilden. Jede die optische Achse enthaltende Fläche steht senkrecht auf den beiden Stirnflächen des Rhomboeders. Nimmt man einen solchen Kalkspat-Rhomboeder (günstigerweise mit einem Seitenverhältnis von 3:1) und dreht ihn so, dass die optische Achse parallel zur betrachteten Ebene liegt, bilden die natürlichen Bruchkanten einen Winkel von 70,867°.
Die Einfallsflächen werden nun so zurück geschliffen und poliert, dass sie einen Winkel von 68° bilden, womit ein höherer Akzeptanzwinkel einfallenden Lichts erreicht wird. Anschließend wird der Kristall rechtwinklig zu den Stirnflächen diagonal gesägt. Schließlich werden die beiden so entstandenen Hälften mit einem Kitt bzw. Kleber wieder zusammengefügt. Traditionell wurde als Kleber Kanadabalsam verwendet, dessen Brechungsindex zwischen den Brechungsindizes für den ordentlichen und für den außerordentlich Strahl in Kalkspat liegt (Details siehe nächster Abschnitt); heute sind auch andere Materialien verfügbar. Der Abstand der beiden Hälften muss dabei groß genug sein, um ein optisches Tunneln (verhinderte Totalreflexion) zu verhindern (über 1 mm). Um Streulicht zu unterdrücken, können zudem die Seitenflächen mit einer opaken, lichtabsorbierenden Beschichtung versehen werden.

## Funktionsweise
Fällt ein parallel zu den langen Seitenflächen verlaufender Lichtstrahl (Im Beispiel mit der Wellenlänge 589 nm, Natrium-D-Linie) auf die linke Stirnfläche, wird er gemäß dem Brechungsgesetz gebrochen. Der Einfallswinkel auf der Stirnfläche beträgt 22° (= 90° − 68° Neigung der Stirnfläche).  Aufgrund der doppelbrechenden Eigenschaften von Kalkspat und der Tatsache, dass die Stirnfläche senkrecht auf der optischen Achse steht, spaltet sich der einfallende Lichtstrahl in zwei Teilstrahlen auf: dem ordentlichen und dem außerordentlichen Strahl. Aufgrund unterschiedlicher Brechzahlen ergeben sich die Brechungswinkel 13,06° für den ordentlichen Strahl (no = 1,658) und 14,6° für den außerordentlichen Strahl (nao = 1,486).
Aufgrund der Winkelbeziehung der Stirnflächen zur Schnittfläche fällt der ordentliche Strahl mit 76,94° (= 90° − 13,06°) auf die Grenzfläche zum Kanadabalsam (nk = 1,55) ein. Dies ist deutlich größer als der Grenzwinkel der Totalreflexion von 69,2°. Der ordentliche Strahl wird daher totalreflektiert und tritt um 90° gedreht an einer Seitenfläche aus dem Prisma aus.
Der außerordentliche Strahl trifft hingegen mit einem Winkel von 75,4° (= 90° − 14,6°) als p-polarisierte Strahl auf die Grenzfläche zum Kanadabalsam. Aufgrund des größeren Brechungsindexes des außerordentlichen Strahls ggü. dem Kanadabalsam wird der Strahl normal an der Grenzfläche in das Kanadabalsam gebrochen (68,2°), aber auch teilweise reflektiert (Reflexionsgrad R = 1,24 %).
Der transmittierte Teil wird nochmals an der Grenzfläche von Kanadabalsam und dem zweiten Prismateil gebrochen (und teilweise reflektiert) und tritt als parallel zur optischen Achse linear polarisierter Strahl, leicht versetzt zum einfallenden Strahl an der zweiten Stirnfläche aus dem Prisma aus.
Der beschriebene Vorgang gilt (mit anderen Winkel) auch für schräg einfallende Strahlen und konvergente Strahlenbündel, solange der ordentliche Strahl an der Grenzfläche zum Kanadabalsam totalreflektiert wird. Unterschreitet der Einfallswinkel des ordentlichen Strahls den Grenzwinkel, wird dieser ebenfalls teilweise in das zweite Prisma teil transmittiert und der austretende Strahl ist nicht länger stark linear polarisiert, sondern elliptisch polarisiert (die genaue Polarisation ergibt sich aus der Überlagerung der beiden Teile unter Beachtung der gegeneinander verschobenen Phasen, aufgrund unterschiedlicher Geschwindigkeiten und optischen Weglängen im Prisma). Der nutzbare Konvergenzwinkel (symmetrisch zum längs verlaufenden, oben beschrieben Fall) beträgt (2 · 9,7° =) 19,4°. Dies ist streng genommen auch abhängig vom eingesetzten Licht, da sich aufgrund der wellenlängenabhängigen Brechzahlen (Dispersion) von Kalkspat und Kanadabalsam die oben beschrieben Verhältnisse und Werte ändern. Aus diesem Grund zeigen sich beim Einfall von weißem Licht farbige Ringe bzw. Ränder des austretenden Bündels.

## Verwendung
Nicolsche Prismen wurden lange Zeit in der Polarisationsmikroskopie als Polarisator eingesetzt. Mittlerweile wurden sie durch Polarisationsfolien ersetzt, die preisgünstiger sind und weniger Platz einnehmen. Für Präzisionsmessungen werden jedoch weiterhin Polarisationsprismen wie das nicolsche Prisma eingesetzt. Letzteres wurde jedoch durch Bauformen mit besseren Eigenschaften wie das Glan-Thompson-Prisma oder das Glan-Taylor-Prisma ersetzt. Heutzutage hat das nicolsche Prisma daher kaum noch Bedeutung in technischen Anwendungen und kommt nur noch in älteren Geräten vor.

## Weitere Bauformen des Nicol-Typs
Neben dem ursprünglichen Prisma von Nicol gibt es noch weitere Polarisattionsprismen des „Nicol-Typs“, die auf dieser Arbeit basieren. Zu nennen ist hier die Variante mit Luft als Zwischenmedium, das von Léon Foucault vorgeschlagen wurde (siehe foucaultsches Prisma), sowie weitere angepasste Prismen.
Wie man an der bereits von Nicol durchgeführten Anpassung der Stirnseitenwinkel sowie der generellen Funktionsweise schließen kann, ist der Schnittwinkel beim nicolschen Prisma nicht kritisch, das heißt, Abweichungen führen nicht zu drastisch verschlechterten Eigenschaften oder dem Verlust der Funktion. Verschiedenste andere Schnitt- und Schliffvarianten wurden in der Folge vom nicolschen Prisma vorgeschlagen und verwendet. Diese vielfältige Aktivität brachte unter anderem das Glan-Thompson-Prisma hervor, die erste Variante des sogenannten „Glan-Typs“. Im Folgenden sollen einige relevante bzw. wichtige Formen kurz beschrieben werden.

### Verkürztes nicolsches Prisma
Bei dem verkürzten nicolschen Prisma handelt es sich um eine von Wilhelm Steeg und Peter Reuter (Steeg & Reuter Präzisionsoptik) vorgeschlagenen und vertriebenen Variante, bei dem die Winkel der Rhombenflächen nicht verändert wurden (weiterhin 71°). Hingegen wurde der Schnittwinkel von 90° auf 84° geändert, was zu einem kleineren Längen-Verhältnis von ca. 2,83 (statt 3:1) und damit geringeren Materialkosten führt. Durch die Änderung kommt es aber auch zu einer stärkeren Asymmetrie und damit Verringerung des Akzeptanzwinkels (Gesichtsfeld) auf 6,5° (einseitig). Durch Verwendung eines Klebers mit einem Brechungsindex von 1,5 (statt 1,55 wie beim Kanadabalsam), z. B. Kopaivabalsam, reduziert sich dieser Effekt und der Akzeptanzwinkel beträgt 12° (einseitig).

### Ahrensches Nicol-Prisma
Beim ahrensschen Nicol-Prisma (nach Carston Dietrich Ahrens), auch ahrenssches Nicol, werden sowohl die Stirnflächen als auch die Längsseiten (um 3,5°) geschliffen.
Dadurch erhöht sich der Winkel der natürlichen Bruchkante von 70,867° auf 74,5° oder mehr. Dadurch ergeben sich etwas symmetrischere Grenzwinkel und ein höheres Gesichtsfeld.
Das Ahrenssche Prisma ist ein aus optischem Doppelspat hergestellter Polarisator und wird meist in Polarisationsmikroskopen verwendet. Das Prisma ist aus drei Teilprismen zusammengekittet. Es besitzt bei großer Eintrittsfläche eine verhältnismäßig geringe Länge. Das Verhältnis von Länge zu Breite ist etwa 2:1. Die Lichteintrittsfläche ist bei dem Prisma so gewählt, dass die Basis des mittleren Prismas den Beleuchtungsstrahlen bzw. den Abbildungsstrahlen zugekehrt ist.
Dieses ahrenssche Nicol-Prisma sollte nicht mit dem aus drei Teilen bestehenden Ahrens-Prisma verwechselt werden.

### Thompsonsches Prisma
Beim thompsonschen Prisma (nach Silvanus Phillips Thompson), auch thompsonsches Nicol genannt, handelt es sich um ein sogenanntes umgekehrtes Nicol-Prisma, bei dem die Stirnflächen soweit geschliffen bzw. geschnitten wurden, dass sie nahezu in Richtung der optischen Achse liegen (5° statt den natürlichen ca. 45°). Der Schnitt erfolgt nun wiederum an den stumpfen Winkel (jetzt auf der Gegenseite) in einem Winkel von 89°. Bei dieser Variante erhält man ein verkürztes Prisma, bei dem der störende blaue Ring nach außen verschoben ist (bei gleichem oder größerem Gesichtsfeld).

### Nicolsches Prisma mit geraden Endflächen
Das nicolsche Prisma mit geraden Endflächen (engl. square-ended Nicol) wurde ebenfalls von Steeg und Reuter gefertigt und vertrieben. Bei diesem Prisma sind die Stirnflächen senkrecht zu den Längsflächen geschliffen und der Schnittwinkel beträgt 75º. Das Längenverhältnis beträgt damit 3,75 und das Gesichtsfeld liegt abhängig vom genutzten Zwischenmedium bei 24–27° (letzteres für n = 1,525).

### Hartnack-Prażmowski-Prisma
Beim Hartnack-Prażmowski-Prisma (nach Edmund Hartnack und Adam Prażmowski), auch hartnacksches Prisma, handelt es sich um ein umgekehrtes Nicol-Prisma mit 90°-Seitenwinkel, bei dem der Schnittwinkel senkrecht auf der optischen Achse steht. Die Stirnflächen wiederum sind um 17° ggü. der optischen Achse gedreht. Als Zwischenmedium wird Leinöl statt Kanadabalsam genutzt. Es ergibt sich ein Akzeptanzwinkel von 35° bei einem Längenverhältnis von 3,4.
Durch Nutzung anderer Zwischenmedien und angepassten Schnitten können die Eigenschaften des Prismas modifiziert werden.
Aufgrund der sehr starken Bescheidungen benötigt diese Prisma-Variante viel Material und ist daher sehr teuer.